# Підзамче (Дубенський район)
Підза́мче — село в Україні, у Радивилівській міській громаді Дубенського району Рівненської області. Населення становить 704 осіб. До складу Підзамчівської сільської ради входили села: Адамівка, Казмірі, Копані, Круки, Підзамче, Підлипки, Стоянівка. З 2016 року всі ці населені пункти — в складі Радивилівської міської об'єднаної територальної громади.

## Географія
Село розташоване на правому березі річки Слонівки.

## Історія
Вперше згадується 2—5 січня 1735 року в описі маєтностей дворянина Михайла Лідихівського, з детальним описом селян, які жили в цих маєтностях, їх власної та панської худоби і відбування ними повинностей. Опис цінний згадкою імен і прізвищ тодішніх мешканців села Підзамче (23 сім'ї). Заслуговує уваги і те, що містечко Перенятин і село Підзамче згадуються як одне поселення, яке у минулому тягнулося від урочища Старики до села Підзамче — miasteczko y podzameczek Pereniatyn, або в іншому варіанті miasteczko y wieś Podzameczek Pereniatyn.
Крім сільського господарства та тваринництва, в селі Підзамче було розвинуте бортництво — чотири пасіки з 250 вуликами. Панщину відробляли чотири дні на тиждень літом і три дні зимою. Тяглі селяни виходили на панщину зі своєю худобою і плугами, а хто не мав то «пішо». Були також зажинки, обжинки, закоски, обкоски, три обов'язкові толоки для всіх мешканців крім немічних і четверта прошена, шарварки при потребі робіт на греблі і ставові. За стародавніми звичаями, поза панщиною, мочили, сушили, тіпали і чесали прядиво з льону чи коноплі і з дозволу пана віддавали чи продавали його на вагу як і мотки, прали полотно, садили та поливали капусту, виконували нагальні роботи в полі. Ткачі, за давнім звичаєм, повинні були ткати півсетки для панського двору. В обов'язки селян входив обмолот проса, перевезення збіжжя до Бугу і Львова, своїми возами, на вимогу панського дв́ору, вилов риби на ставу. Кожен господар обов'язково ніс погодинну таємну варту на панському дворі і фільварку, охороняючи збіжжя, коней та інше майно. Мешканці віддавали і визначену натуральну данину курами, яйцями, а також очкове (10 % зібраного меду). При оренді або заставі маєтку, день роботи тяглого підданого тоді оцінювався в 6 грош, курка 6 грош, яйце по 1 шелягу, моток 8 грош, очкове 15 грош. Жита сіяли в Перенятині і Підзамче — 80 осьмак бродівської міри + 2 четверика. Пшениці сіялось 66 осьмак.
Маєток власників села колись знаходився біля сьогоденної школи. До маєтку та розташованої поряд церкви пролягала дорога, із обох боків обсаджена липами. За школою — пагорб, з назвою Могилки. За переказами, там поховані козаки, які померли від ран, отриманих під час Берестейської битви 1651 року.
У 1906 році село Радзивилівської волості Кременецького повіту Волинської губернії. Відстань від повітового міста 23 верст, від волості 13. Дворів 93, мешканців 602.
На пагорбі колись стояла капличка. У 1960 році, коли у Підзамчому закрили церкву, із району надійшла вказівка знищити капличку, проте сільчани перенесли її на цвинтар.
Назву сусіднього села Підлипки пов'язують із великою кількістю лип, якою було обсаджено дорогу туди від Підзамчого. На хуторі Вітики свого часу було багато вітряків, де мололи зерно, використовуючи силу вітру, звідси, як вважається, і назва поселення. А назва іншого хутора — Пархути пішла від прізвища першого поселенця.
Під час Першої світової війни у селі стояли російські війська. Перед війною почали будувати залізницю Радивилів — Кременець. Одна із станцій мала бути на території сучасної підзамчівської ферми.
Виникла потреба в будівництві мосту через річку на хутір Валігури, який і звели під час війни. По ньому можна було проїхати лише кіньми.
7 (20) листопада 1917 року, відповідно до Третього Універсалу Української Центральної Ради, увійшло до складу Української Народної Республіки.
Неподалік від Підзамчого у 1920 — 1930-х роках проживали поляки. Один із них мав великий сад, посадив ділянку соснового лісу. Перед Другою світовою війною поляки виїхали з села.
Колективізація почалася перед війною. Після війни знову почали створювати колгосп. Люди зносили сільськогосподарський реманент, здавали худобу. Якщо у когось були хлів і стодола, то щось із того розбирали. Кожне село і хутір мали свій колгосп. Багато років у селі існував об'єднаний колгосп імені 17 Вересня. Серед його керівників були Анатолій Черевко, Володимир Балуцький.
У центрі села — пам'ятник-погруддя на могилі танкіста, Героя Радянського Союзу Михайла Четвертного, який загинув у 1944 році біля села Підлипки.
19 липня 2020 року, в результаті адміністративно-територіальної реформи та ліквідації Радивилівського району, село увійшло до складу Дубенського району.

## Населення

### Мова
Розподіл населення за рідною мовою за даними перепису 2001 року:
| Мова       | Кількість | Відсоток |
| ---------- | --------- | -------- |
| українська | 703       | 99.86%   |
| російська  | 1         | 0.14%    |
| Усього     | 704       | 100%     |

## Галерея

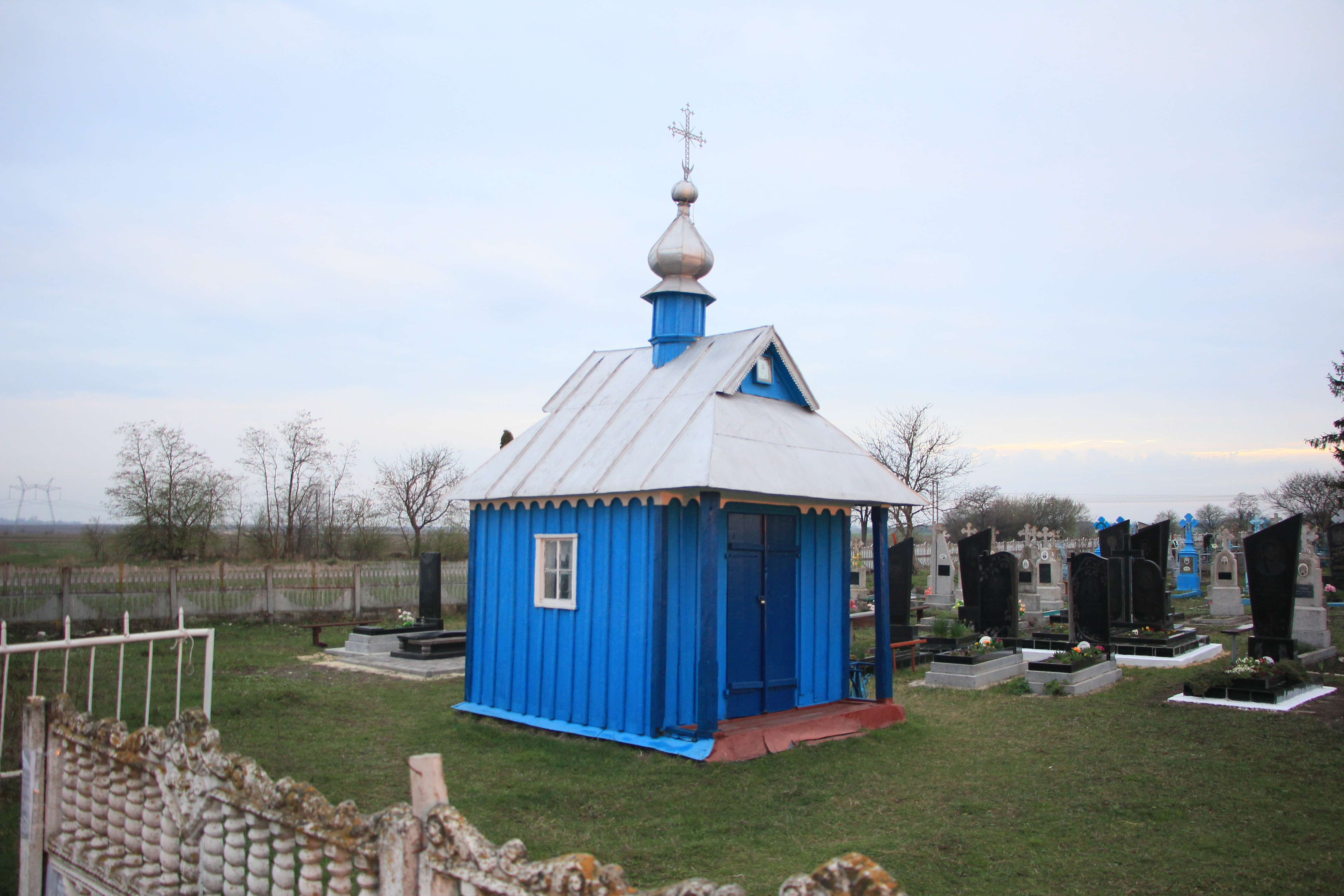
Цвинтарна каплиця
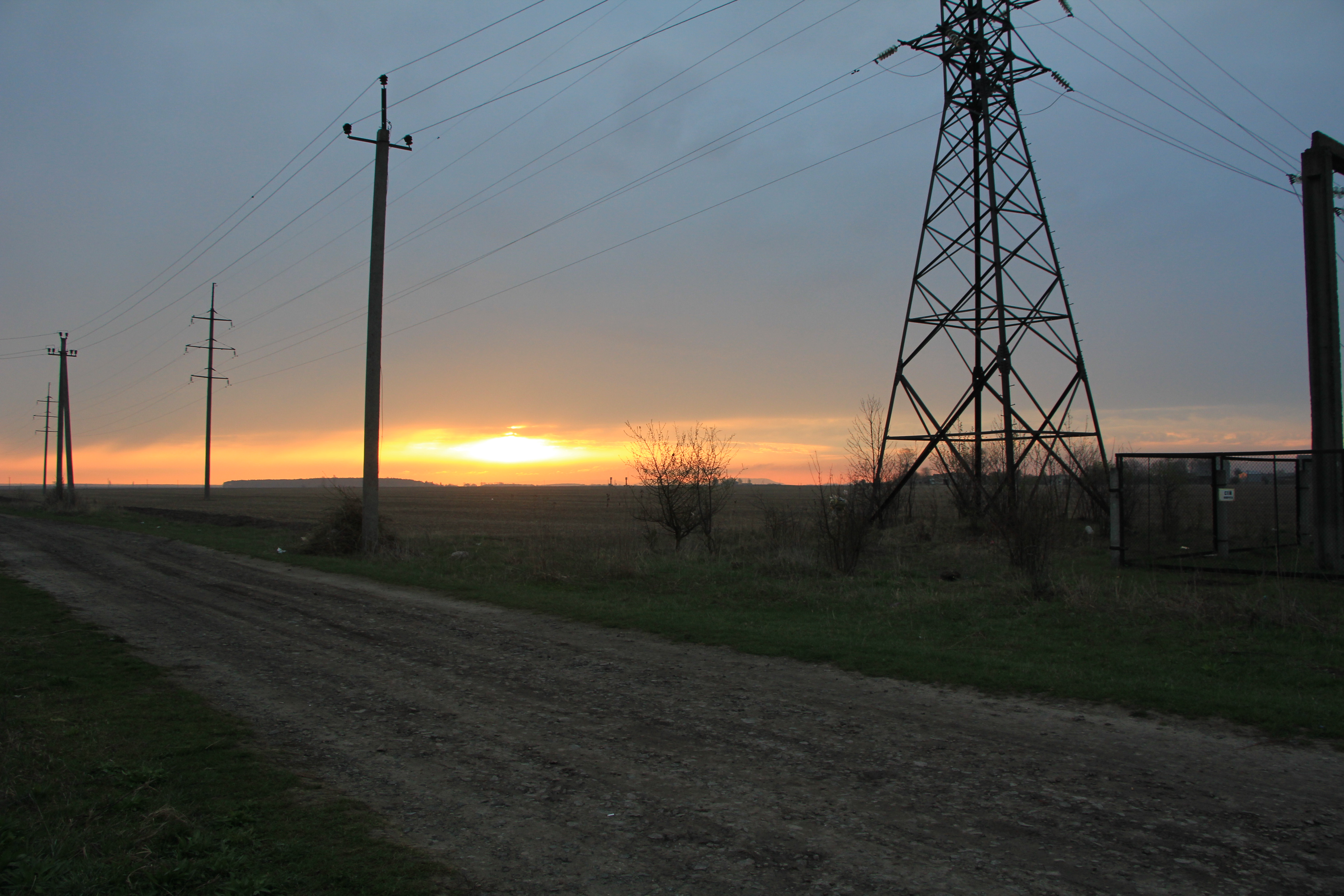
Схід сонця
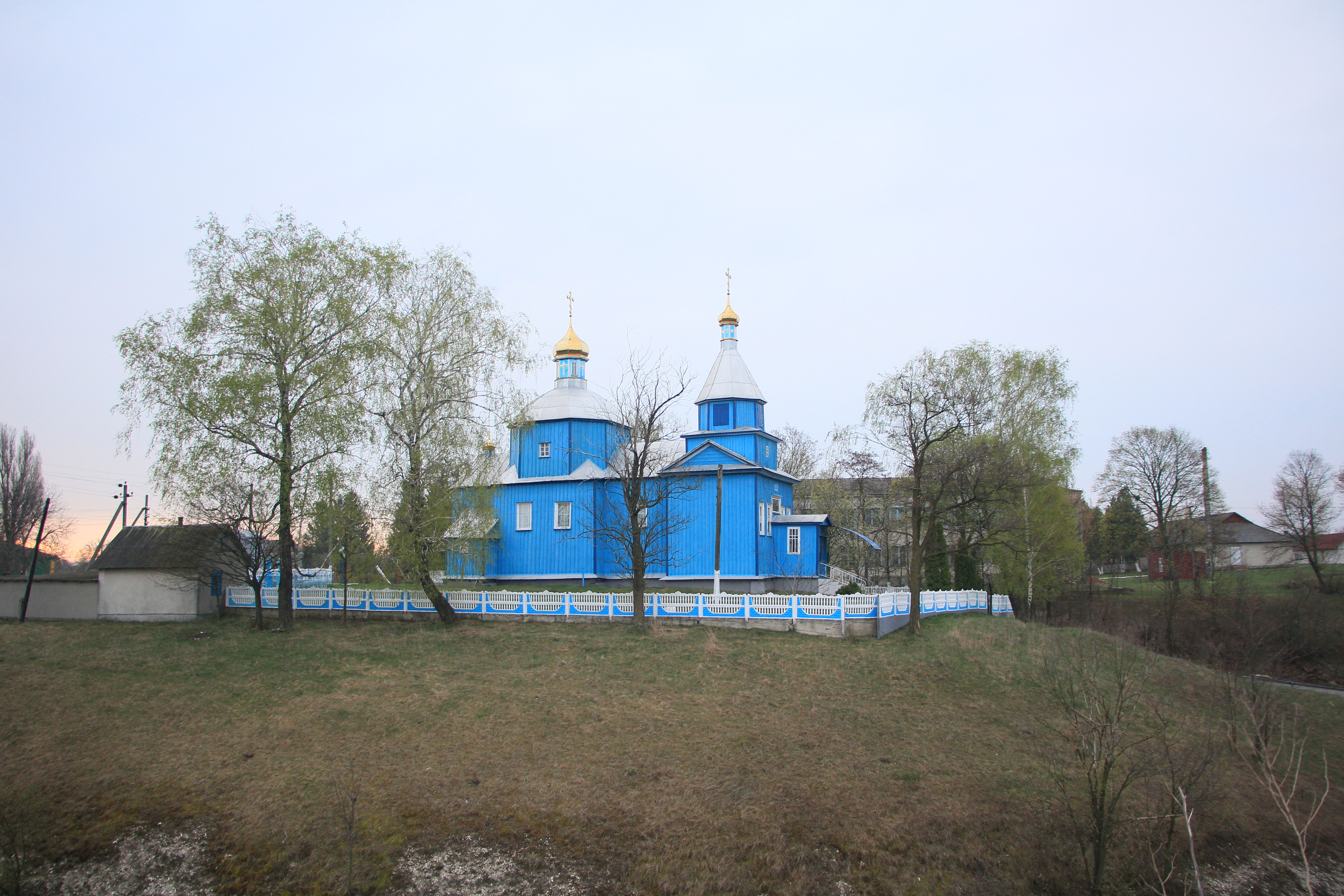
Дерев'яна церква
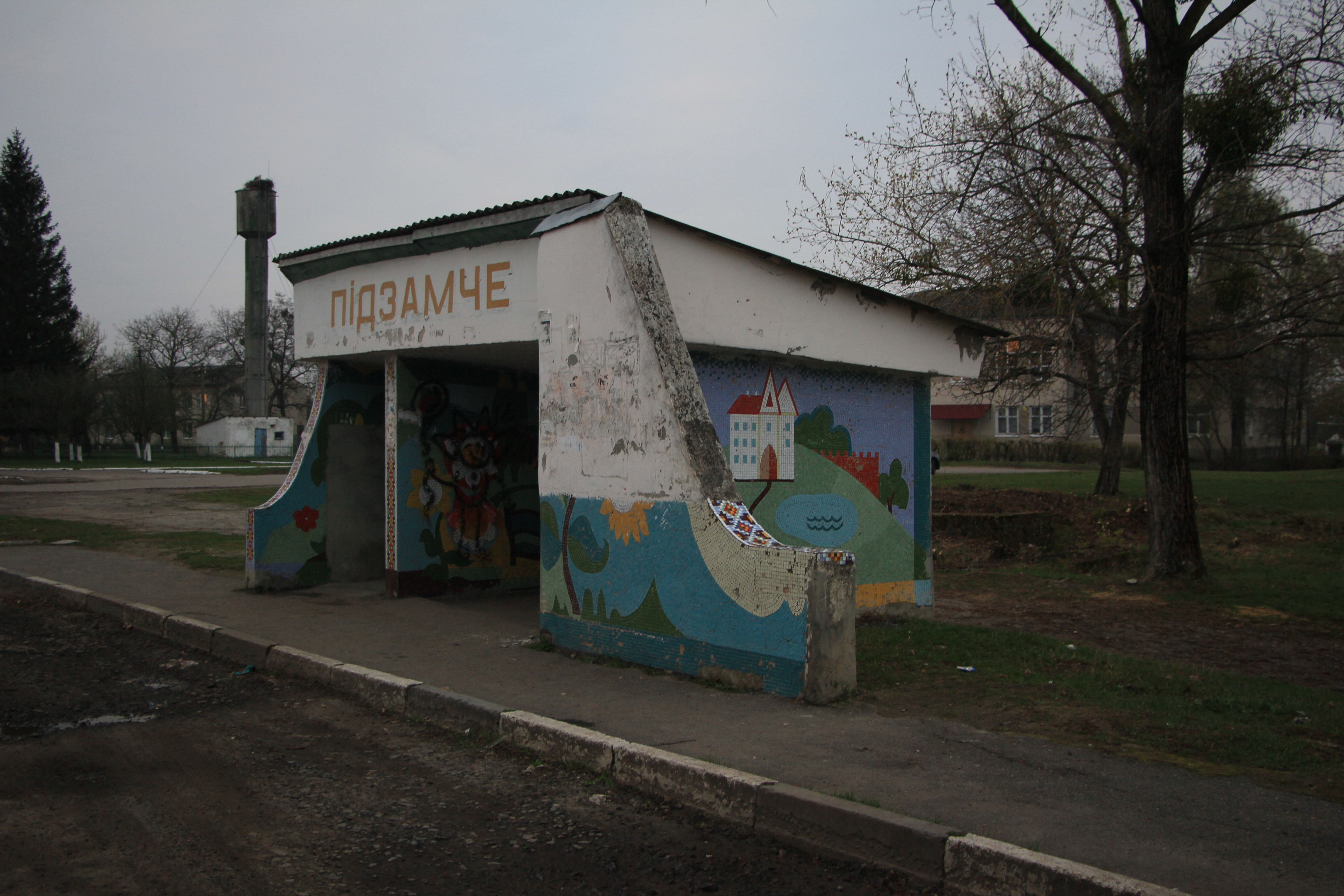
Автобусна зупинка
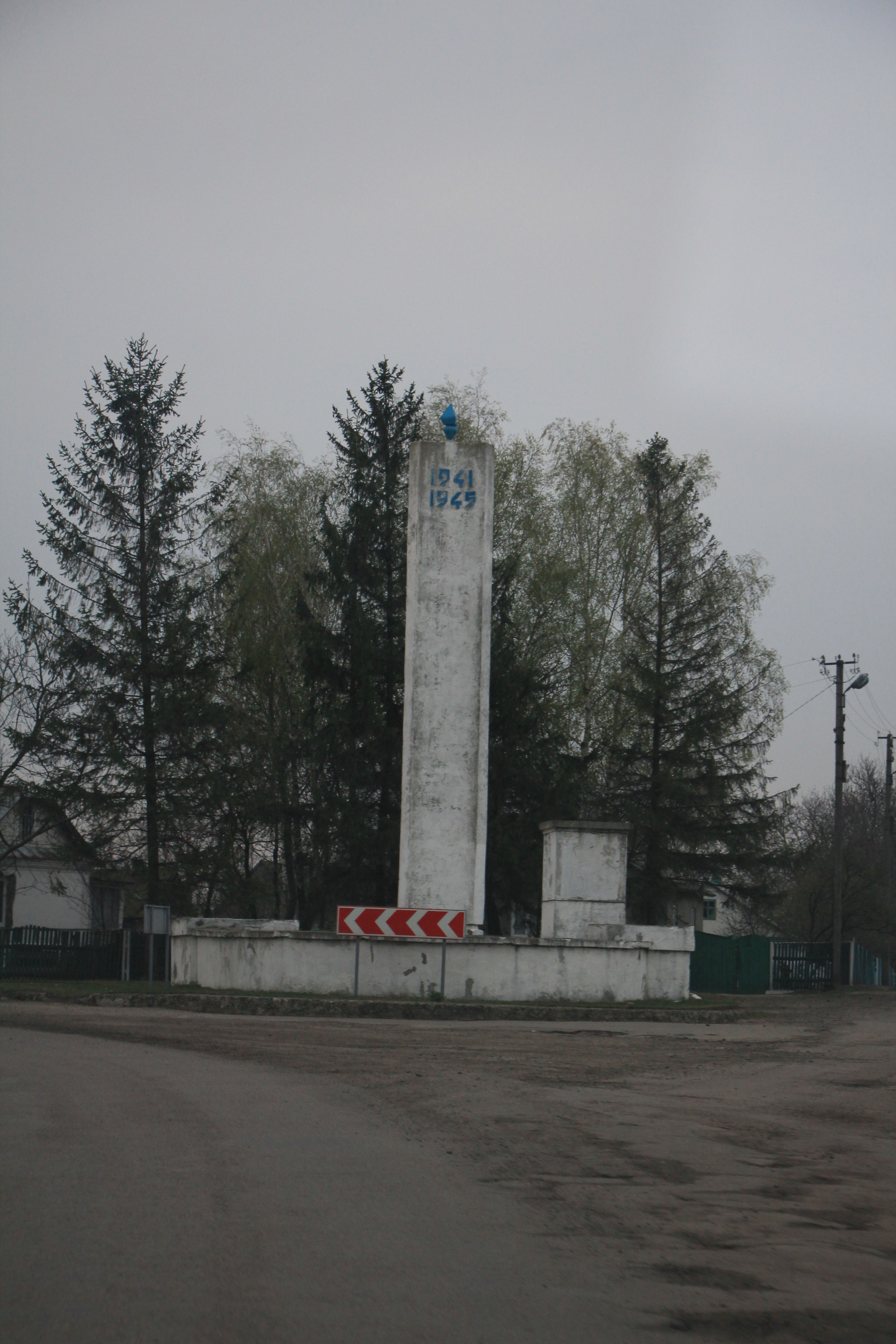
Пам'ятник односельцям

## Постаті
- Чучак Роман Володимирович (1991—2023) — молодший сержант Збройних сил України, учасник російсько-української війни.

## Виноски
1. ↑  Описаніе имѣній Михаила Ледоховскаго, м. Перенятина, сёлъ Подзамча и Комаровки и усадьбы въ Кремѣнце съ подробнымъ исчисленіемъ состоящихъ въ этихъ имѣніяхъ крестьянъ, находящегося у нихъ собственнаго и помѣщичьяго рабочаго скота и отбываемыхъ ими повинностей. 1735 г, Января 2—5. Книга Кременецкая городская, записовая и поточная 1735 года, №1660, листъ 417 и 426[1].
2. ↑  50 ліктів полотна[2]
3. ↑   давня міра, яка в Бродах була своя[3], “осьмак” -  1/8 ємності бочки, мав 4 четверика[4], напевно це було ≈ 80 пудів